# Symplectoscyphus rostratus
Symplectoscyphus rostratus är en nässeldjursart som beskrevs av Watson 1973. Symplectoscyphus rostratus ingår i släktet Symplectoscyphus och familjen Sertulariidae. Inga underarter finns listade i Catalogue of Life.